# Garudinodes albofasciata
Garudinodes albofasciata là một loài bướm đêm thuộc phân họ Arctiinae, họ Erebidae.